# José Luis Moro
José Luis Moro Escalona (Madrid, 22 de diciembre de 1926 - ibídem, 13 de enero de 2015) fue un dibujante y empresario audiovisual español.

## Biografía
A mediados de los años 1950, junto a su hermano Santiago, fundó los Estudios Moro en su ciudad natal, Madrid, y pronto se convertirían en pioneros de la época en animación publicitaria para televisión y cine; una vez alcanzaron su éxito, llegaron a expandir su factoría nacional e internacionalmente, entre ellos Barcelona, Estados Unidos y Lisboa.
Con la llegada de la televisión a España, la creación más popular producida por Moro fue la ráfaga televisiva protagonizada por la Familia Telerín, unos dibujos animados que emitía con asiduidad el servicio público de radio y televisión TVE a mitad de los años 1960, y se encargaba de anunciar el fin de la parrilla de programación infantil con la famosa sintonía ¡Vamos a la cama!. Paralelamente, fue el responsable de Ruperta, la mascota del espacio de televisión Un, dos, tres... responda otra vez, así como de la realización de carteles de cine para las primeras películas de la actriz y cantante Marisol, las cintas El mago de los sueños y Katy y las serie de animación para televisión Cantinflas Show y Marcelino, pan y vino.
Además de ser conocido por sus ilustraciones, también lo era por sus actividades publicitarias; las primeras imágenes fueron para marcas comerciales como Profidén, Cola Cao, Pepsi Cola, Tío Pepe o Gallina Blanca, entre otras.
Tanto José Luis como su hermano Santiago posicionaron a España en los primeros puestos del ranking en festivales internacionales como Cannes o Venecia, consiguiendo varios galardones, entre ellos tres Palmas de Oro, dos copas y más de un centenar de premios globales. Asimismo, entre febrero y mayo de 2012 la Comunidad de Madrid organizó una exposición en la ciudad para homenajear el trabajo realizado por la compañía familiar de los Moro, mientras que un año antes se presentó un largometraje de género documental titulado El anuncio de la modernidad.